# Клейтон (аэропорт, Алабама)
Муниципальный аэропорт Клейтон (англ. Clayton Municipal Airport), (FAA LID: 11A) — государственный гражданский аэропорт, расположенный в четырёх километрах к западу от центральной части города Клейтон (Алабама, США).

## Операционная деятельность
Муниципальный аэропорт Клейтон занимает площадь в 23 гектара, расположен на высоте 132 метров над уровнем моря и эксплуатирует одну взлётно-посадочную полосу:
- 9/27 размерами 1527 х 24 метров с асфальтовым покрытием.

За период с 10 января 2006 года по 10 января 2007 года муниципальный аэропорт Клейтон обработал 1560 операций взлётов и посадок самолётов (в среднем 4 операции ежедневно), все рейсы в указанном периоды пришлись на авиацию общего назначения.